# Diogo Costa
Diogo Meireles Costa (sinh ngày 19 tháng 9 năm 1999) là một cầu thủ bóng đá chuyên nghiệp người Bồ Đào Nha hiện đang thi đấu ở vị trí thủ môn cho đội tuyển bóng đá quốc gia Bồ Đào Nha và là đội trưởng của câu lạc bộ Primeira Liga Porto.
Đến với hệ thống trẻ của Porto, Costa đã gây ấn tượng trong thời gian thi đấu cho đội dự bị, trước khi được đôn lên đội một vào năm 2019. Anh đã giành cú đúp giải quốc nội là Primeira Liga và Taça de Portugal ngay trong mùa giải đầu tiên.
Sinh ra ở Thụy Sĩ với bố mẹ là người Bồ Đào Nha, Costa đã khoác áo các đội tuyển trẻ của Bồ Đào Nha. Anh ra mắt đội tuyển quốc gia Bồ Đào Nha vào năm 2021.

## Sự nghiệp ở câu lạc bộ

### Sự khởi đầu
Sinh tại Rothrist, Aargau, Costa là con của cha mẹ người Bồ Đào Nha, nhưng anh chuyển đến Santo Tirso khi mới 7 tuổi. Thời thơ ấu, anh cùng anh em họ Vitor đá bóng, họ ngưỡng mộ huyền thoại FC Porto Vítor Baía và cố gắng học theo. Anh học bóng đá tại AMCH Ringe, sau đó tập luyện với Benfica, rồi tham gia câu lạc bộ Póvoa de Lanhoso, nơi anh cùng Vitinha nổi bật trước khi gia nhập học viện FC Porto vào năm 2011, sau sự đồng ý của cha mẹ.

### Porto

#### 2017–2021: Sự nghiệp trẻ và đội dự bị
Costa ra mắt đội dự bị của FC Porto B vào ngày 6 tháng 8 năm 2017, trong trận thua 1–2 trước Gil Vicente tại giải LigaPro. Anh hoàn thành mùa giải 2017–2018 với 31 lần ra sân, giúp đội đạt vị trí thứ bảy và gia hạn hợp đồng đến tháng 6 năm 2022 vào ngày 15 tháng 5 năm 2018. Anh được bổ nhiệm là Người mới của năm của câu lạc bộ vào tháng 9, và vào cuối năm cùng năm, thủ môn người Tây Ban Nha Iker Casillas – người đá chính cho đội một – khen ngợi anh là "người kế nhiệm" của mình.
Costa giành chiến thắng trong 2018–19 UEFA Youth League cùng Porto, đánh bại Chelsea 3–1 trong trận chung kết tại Nyon, Thụy Sĩ vào ngày 29 tháng 4 năm 2019. Sau khi Casillas mắc bệnh tim, Vaná thay thế và Costa được gọi vào băng ghế dự bị trong ba trận cuối của mùa giải, bắt đầu từ trận thắng 4–0 trước Desportivo das Aves vào ngày 4 tháng 5 năm 2019.
Vào ngày 25 tháng 9 năm 2019, Costa có trận ra mắt đội một trong trận đấu mở màn bảng của Taça da Liga, giữ sạch lưới trong chiến thắng 1–0 trên sân nhà trước Santa Clara. Lần xuất hiện đầu tiên của anh tại Primeira Liga diễn ra vào ngày 10 tháng 11, trong trận thua 0–1 trên sân khách trước Boavista, khi thủ môn chính Marchesín bị treo giò vì vi phạm kỷ luật. Anh tham gia thêm hai trận đấu trong mùa giải này cho đội vô địch sau cùng, và cả bảy trận đấu Taça de Portugal khi họ giành cú đúp.
Vào đầu mùa giải 2020–21, Costa thừa hưởng áo số 99 của Porto, đã trở thành biểu tượng của thủ môn huyền thoại Vítor Baía. Anh vẫn là thủ môn dự bị cho Marchesín, chỉ ra sân trong một trận đấu trong giải đấu quốc nội và ra sân lần đầu trong Champions League vào ngày 9 tháng 12 năm 2020; anh giữ sạch lưới trong chiến thắng 2–0 trước Olympiakos ở vòng bảng.

#### 2021–Hiện tại: Thủ môn chính và cú đúp quốc nội
Bắt đầu mùa giải 2021–22, Costa trở thành thủ môn chính khi Marchesín bị chấn thương. Anh đạt danh hiệu Thủ môn của Tháng trong tháng 9 năm 2021, vượt qua thủ môn của Benfica Odysseas Vlachodimos với tỷ lệ 25% so với 22%. Ngày 16 tháng 10, anh đã gia hạn hợp đồng đến năm 2026 và tăng điều khoản giải phóng từ 30 triệu euro lên 60 triệu euro. Sau khi giữ sạch lưới trong 8 trận liên tiếp trong chuỗi 16 trận bất bại của Porto tại giải đấu quốc nội, từ tháng 12 đến tháng 3 năm 2022, anh liên tiếp đoạt danh hiệu Thủ môn của Tháng tại giải đấu.
Sau đó, anh tham gia trong năm trận thắng khác để giúp Porto đạt được cú đúp quốc nội thứ hai trong Primeira Liga và Taça de Portugal, sau khi giữ sạch lưới trong chiến thắng 1–0 trong trận O Clássico trước đối thủ Benfica. Mặc dù hoàn thành mùa giải với 15 trận giữ sạch lưới, con số cao nhất sau Antonio Adán của Sporting CP, Costa vẫn được chọn vào Đội hình tiêu biểu của năm trong Primeira Liga.
Ngày 12 tháng 10 năm 2022, Costa đã kiến tạo cho bàn thắng của Galeno, cản phá thành công quả phạt đền từ Kerem Demirbay, và giữ sạch lưới trong chiến thắng 3–0 trên sân khách trước Bayer Leverkusen trong vòng bảng của Champions League, trở thành thủ môn đầu tiên đạt được thành tích này. Ngày 26 tháng 10, Costa cản phá thành công hai quả phạt đền liên tiếp từ Hans Vanaken và Noa Lang, trở thành thủ môn đầu tiên cản phá ba quả phạt đền liên tiếp trong lịch sử giải đấu. Phong độ của anh trong giai đoạn bảng của Champions League giúp đội bóng của anh lọt vào vòng 16 đội với tư cách người dẫn đầu bảng, sau chiến thắng 2–1 trên sân nhà trước Atlético Madrid vào ngày 1 tháng 11, với tổng cộng 43 lần cản phá và danh hiệu Cầu thủ trận của lượt trận, trong giai đoạn bảng.

## Sự nghiệp quốc tế

### 2014–2021: Sự nghiệp ở đội trẻ
Costa đã tham gia vào tất cả các trận đấu của đội U17 quốc gia Bồ Đào Nha tại Giải vô địch bóng đá U17 châu Âu 2016. Trong trận chung kết gặp Tây Ban Nha, anh đã cản phá quả đá 11m của Manu Morlanes trong trận loạt sút luân lưu giành chiến thắng 5–4 sau khi hòa 1–1, giúp đội đoạt chức vô địch giải đấu lần thứ sáu. Với đội U19, anh tham dự Giải vô địch bóng đá U19 châu Âu 2017, thi đấu trong bốn trên năm trận khi đội tuyển thất bại trong trận chung kết trước Anh. Anh cũng đại diện cho quốc gia tham gia Giải vô địch bóng đá U20 FIFA 2017, và ra sân trong tất cả các trận đấu, nhưng đội tuyển bị loại ở tứ kết.
Vào tháng 7 năm 2018, trong Giải vô địch bóng đá U19 châu Âu 2018 tại Phần Lan, Costa thi đấu trong bốn trên năm trận, góp phần giúp đội U19 Bồ Đào Nha giành chức vô địch giải đấu lần đầu tiên, nhưng anh bỏ lỡ trận chung kết do chấn thương cơ bắp.
Trước đó, vào ngày 25 tháng 5, người trẻ 18 tuổi đã có lần ra sân đầu tiên cho đội U-21 quốc gia Bồ Đào Nha, vào vai một cầu thủ dự bị trong hiệp hai của trận giao hữu với đội U-21 quốc gia Ý, nơi Bồ Đào Nha giành chiến thắng 3-2. Vào tháng 3 năm 2021, Costa tham gia vào tất cả các trận đấu của Giải vô địch bóng đá U-21 châu Âu 2021, khi Bồ Đào Nha đạt vị trí á quân sau khi thua trong trận chung kết với tỷ số 1-0 trước đội tuyển U-21 Đức.
Từ năm 2021 đến nay, Costa được triệu tập vào đội tuyển quốc gia Bồ Đào Nha lần đầu tiên vào ngày 26 tháng 8 năm 2021. Anh đã tham gia trong các trận vòng loại World Cup FIFA 2022 với Cộng hòa Ireland, Azerbaijan và trận giao hữu với Qatar. Anh ra mắt trong trận gặp Qatar vào ngày 9 tháng 10, trong trận thắng 3-0 tại Sân vận động Algarve.
Costa được chọn là thủ môn chính bởi huấn luyện viên trưởng Fernando Santos cho các trận play-off vòng loại World Cup FIFA 2022, khiến thủ môn thường ra sân Rui Patrício phải ngồi dự bị. Vào ngày 24 tháng 3, tại sân nhà của câu lạc bộ, anh đã ra sân trong trận đấu cạnh tranh đầu tiên và giành chiến thắng 3-1 trước đội tuyển Thổ Nhĩ Kỳ ở bán kết play-off; Anh xuất hiện một lần nữa năm ngày sau trong trận thắng 2-0 trước đội tuyển Bắc Macedonia, giúp đội tuyển giành vé tham dự giải đấu.
Costa đã được gọi vào đội hình cuối cùng gồm 26 cầu thủ tham dự World Cup FIFA 2022 tại Qatar. Ngày 25 tháng 11, anh ra sân trong trận đấu World Cup đầu tiên của mình, giành chiến thắng 3-2 trong bảng trước đội tuyển Ghana. Điều này khiến anh trở thành thủ môn Bồ Đào Nha trẻ nhất từng thi đấu tại giải đấu quốc tế lớn, ở tuổi 23. Anh chơi suốt 90 phút trong toàn bộ chiến dịch, nhưng đội tuyển Bồ Đào Nha đã bị loại sau trận thua 0-1 trong tứ kết trước đội tuyển Maroc, khi anh đánh giá sai quả tạt bóng và Youssef En-Nesyri đánh đầu ghi bàn duy nhất.

## Thống kê sự nghiệp

### CLB
Tính đến trận đấu đã đá 9 tháng 8 năm 2023
| CLB               | Mùa giải          | Giải bóng đá quốc gia | Giải bóng đá quốc gia | Giải bóng đá quốc gia | Cúp quốc gia | Cúp quốc gia | Cúp liên đoàn | Cúp liên đoàn | Cúp châu lục | Cúp châu lục | Khác    | Khác         | Tổng cộng | Tổng cộng    |
| CLB               | Mùa giải          | Phân khúc             | Số trận               | Số bàn thắng          | Số trận      | Số bàn thắng | Số trận       | Số bàn thắng  | Số trận      | Số bàn thắng | Số trận | Số bàn thắng | Số trận   | Số bàn thắng |
| ----------------- | ----------------- | --------------------- | --------------------- | --------------------- | ------------ | ------------ | ------------- | ------------- | ------------ | ------------ | ------- | ------------ | --------- | ------------ |
| Porto B           | 2017–18           | LigaPro               | 32                    | 0                     | —            | —            | —             | —             | —            | —            | —       | —            | 34        | 0            |
| Porto B           | 2018–19           | LigaPro               | 17                    | 0                     | —            | —            | —             | —             | —            | —            | —       | —            | 18        | 0            |
| Porto B           | 2020–21           | LigaPro               | 2                     | 0                     | —            | —            | —             | —             | —            | —            | —       | —            | 2         | 0            |
| Porto B           | Tổng cộng         | Tổng cộng             | 51                    | 0                     | —            | —            | —             | —             | —            | —            | —       | —            | 51        | 0            |
| Porto             | 2019–20           | Primeira Liga         | 3                     | 0                     | 7            | 0            | 5             | 0             | 0            | 0            | —       | —            | 15        | 0            |
| Porto             | 2020–21           | Primeira Liga         | 1                     | 0                     | 6            | 0            | 2             | 0             | 1            | 0            | 0       | 0            | 10        | 0            |
| Porto             | 2021–22           | Primeira Liga         | 33                    | 0                     | 0            | 0            | 0             | 0             | 10           | 0            | —       | —            | 43        | 0            |
| Porto             | 2022–23           | Primeira Liga         | 33                    | 0                     | 0            | 0            | 0             | 0             | 8            | 0            | 0       | 0            | 41        | 0            |
| Porto             | 2023–24           | Primeira Liga         | 0                     | 0                     | 0            | 0            | 0             | 0             | 0            | 0            | 1       | 0            | 1         | 0            |
| Porto             | Tổng cộng         | Tổng cộng             | 70                    | 0                     | 13           | 0            | 7             | 0             | 19           | 0            | 1       | 0            | 110       | 0            |
| Tổng số sự nghiệp | Tổng số sự nghiệp | Tổng số sự nghiệp     | 121                   | 0                     | 13           | 0            | 7             | 0             | 19           | 0            | 1       | 0            | 161       | 0            |

1. ↑  Bao gồm cả Taça de Portugal
2. ↑  Bao gồm cả Taça da Liga
3. 1 2  Appearance(s) in UEFA Champions League
4. ↑  Six appearances in UEFA Champions League, four appearances in UEFA Europa League
5. ↑  Appearance in Supertaça Cândido de Oliveira

### Quốc tế
Tính đến ngày 26 tháng 3 năm 2024
| Đội tuyển quốc gia | Năm       | Số trận | Số bàn thắng |
| ------------------ | --------- | ------- | ------------ |
| Bồ Đào Nha         | 2021      | 1       | 0            |
| Bồ Đào Nha         | 2022      | 11      | 0            |
| Bồ Đào Nha         | 2023      | 7       | 0            |
| Bồ Đào Nha         | 2024      | 1       | 0            |
| Tổng cộng          | Tổng cộng | 20      | 0            |

## Cuộc sống cá nhân
Costa và vợ Catarina Machado đã có một con trai sinh vào tháng 11 năm 2022, mang tên Tomás Costa.

## Danh hiệu
Porto Youth
- UEFA Youth League: 2018–19[5]

Porto
- Primeira Liga: 2019–20,[45] 2021–22
- Taça de Portugal: 2019–20, 2021–22, 2022–23[46]
- Taça da Liga: 2022–23[47]
- Supertaça Cândido de Oliveira: 2020[48]

Bồ Đào Nha U17
- UEFA European Under-17 Championship: 2016[49]

Bồ Đào Nha U19
- UEFA European Under-19 Championship: 2018;[50] Á quân: 2017[26]

Bồ Đào Nha U21
- Á quân UEFA European Under-21 Championship: 2021[51]

Cá nhân
- Thủ môn xuất sắc của Primeira Liga: Tháng 9 năm 2021, Tháng 12 năm 2021, Tháng 1 năm 2022, Tháng 2 năm 2022, Tháng 3 năm 2022, Tháng 10/11 năm 2022, Tháng 12/1 năm 2023, Tháng 2 năm 2023
- Thủ môn xuất sắc mùa giải Primeira Liga: 2021–22
- Đội hình xuất sắc Primeira Liga: 2021–22, 2022–23[52]
- Đội hình xuất sắc UEFA European Under-17 Championship: 2016[53]
- Đội hình xuất sắc UEFA European Under-19 Championship: 2017[54]
- Đội hình xuất sắc UEFA European Under-21 Championship: 2021[55]
- Dragão de Ouro – Vận động viên mới xuất sắc của năm: 2018[1]

Huân chương
- Huy chương của Huân chương Đức Thánh của Bồ Đào Nha[56]